# Hermann Kutzschbach
Hermann Ludwig Kutzschbach (* 30. August 1875 in Meißen; † 9. Februar 1938 in Dresden) war ein deutscher Dirigent und Musikpädagoge.

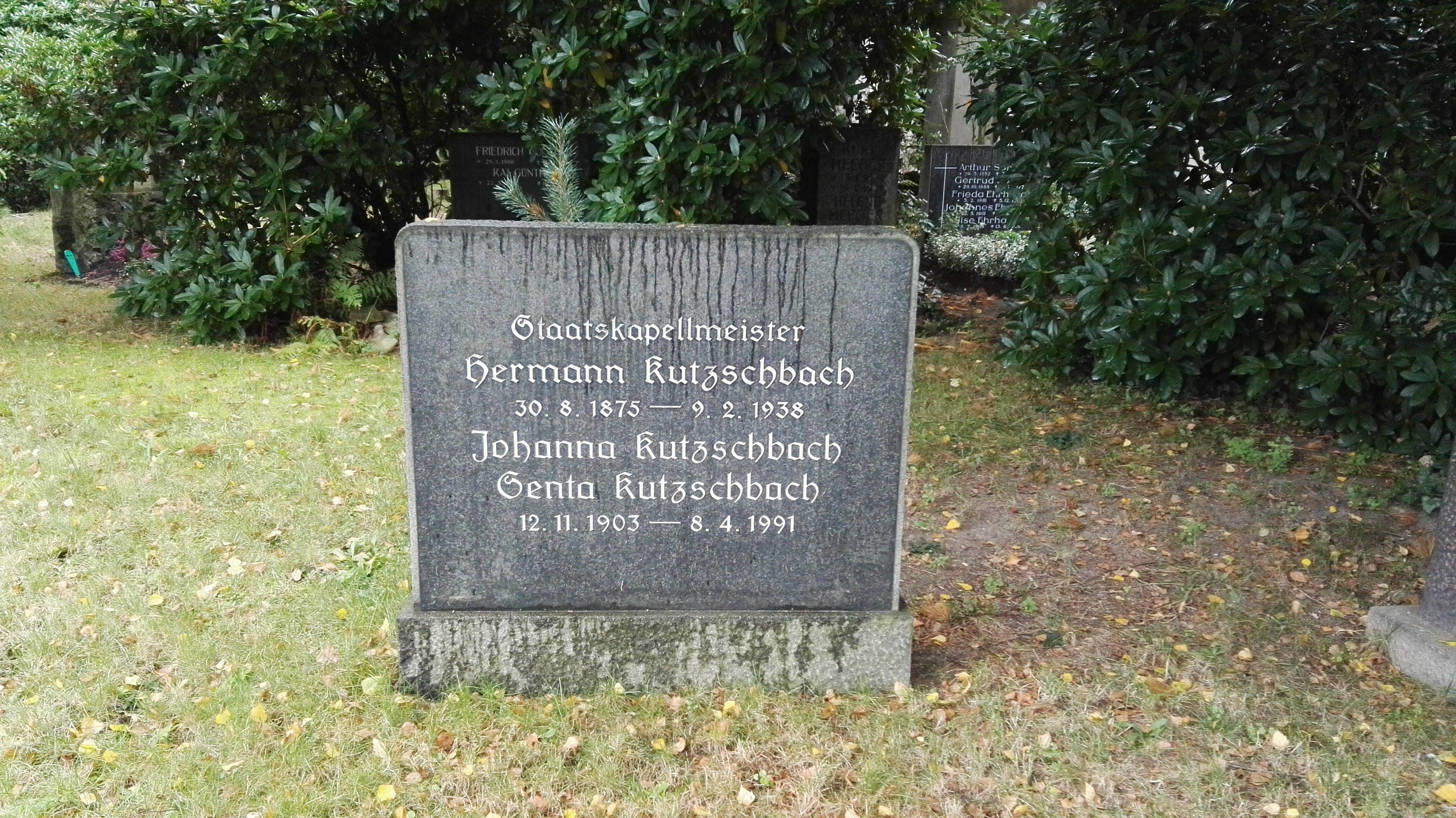
Grabstätte

Der Schüler von Felix Draeseke wirkte von 1895 bis 1906 zunächst als Korrepetitor, dann als zweiter Dirigent neben Ernst von Schuch an der Hofoper in Dresden. Von 1906 bis 1909 war er erster Kapellmeister am Nationaltheater Mannheim. Danach kehrte er nach Dresden zurück und wurde nach dem Tod von Schuchs 1914 erster Kapellmeister der Hofoper.
Er leitete die Dresdener Orchesterschule und dirigierte 1927 die Uraufführung von Othmar Schoecks Oper Penthesilea. Zu seinen Schülern zählten u. a. Hugo Alfvén, Heinz Hofmann und Ruben Liljefors. Er ist auf dem Urnenhain Tolkewitz beigesetzt.
Der Gaukunstwart der NSDAP im Gau Sachsen, Alexis Posse, übertrug Kutzschbach am 7. März 1933, nachdem die Hakenkreuzflagge auf dem Opernhaus in Dresden gehisst worden war, die Disziplinargewalt über dasselbe.
Im Juli 1933 wurde er als Operndirektor zum Mitglied des Programmbeirats des Mitteldeutschen Rundfunks ernannt.

## Quelle
- Kurzbiografie (Musikalische Akademie des Nationaltheater-Orchesters Mannheim)